# The Qwaser of Stigmata
The Qwaser of Stigmata (яп. 聖痕のクェイサー Сэйкон но Куэйса:, неоф. рус. «Адепт святого знака» или «Стигматы Квайзеров») — манга Хироюки Ёсино и Кэнэцу Сато, по мотивам которой было снято одноимённое аниме. Она отличается сценами с насилием и элементами этти. Манга по главам выходила в ежемесячном журнале Champion Red с 2006 по 2016 годы. Аниме-адаптация состоит из 24 серий, она транслировалась по телевидению и потоковому видео на Biglobe (отцензурированная версия) с 9 января по 20 июня 2010 года. 20 октября 2010 года вышла OVA-продолжение, Seikon no Qwaser: Jotei no Shouzou. 12 апреля 2011 года стартовал показ второго сезона.

## Название
Квайзер — вымышленное мангакой слово, в рамках повествования означающее «маг-адепт алхимии». Слово происходит от искаженного квазар (англ. quasar), то есть «подобный звезде».

## Сюжет
Главные персонажи Мафую Орибэ (яп. 織部 まふゆ Орибэ Мафую) и Томо Яманобэ (яп. 山辺燈 Яманобэ Томо) учатся в японской христианской школе — Академии Святого Михаила, — где они подвергаются насмешкам и преследованиям других студентов во главе с дочерью нынешнего декана Миюри Цудзидо (яп. 辻堂美由梨 Цудзидо: Миюри) и её заместителя Ханы Кацураги (яп. 桂木華 Кацураги Хана). Из-за поисков чудотворной иконы Царицинской Богоматери, способной дать ответы на все вопросы мироздания, школа Святого Михаила становится полем священной битвы между верующими и еретиками. В качестве воинов обе стороны конфликта используют таинственных квайзеров — воинов-алхимиков, способных использовать в бою различные химические элементы (у каждого квайзера свой элемент). Для поддержания своих магических способностей квайзеры должны пить волшебный напиток Сома, который чем-то напоминает грудное молоко. Жизнь Мафую и Toмo резко меняется, после того как они по пути домой находят под деревом странного мальчика в чёрной мантии, который лежит без сознания. Мальчика зовут Александр Николаевич Хэлл, подружившись с ним, Мафую и Томо оказываются втянутыми в противостояние квайзеров.

## Медия

### Манга
Манга, написанная Хироюки Ёсино и иллюстрированная Кэнэцу Сато, выпускалась издательством Akita Shoten в журнале Champion Red. Первый том манги в формате танкобона был выпущен 20 декабря 2006 года. Последний, двадцать четвёртый том манги вышел 9 июля 2016 года.
Манга была лицензирована во многих странах за пределами Японии. Например, во Франции первые 14 томов издавались компанией Kazé. В Италии манга лицензирована компанией J-Pop Edizioni. В Тайване мангу выпускает издательство Ever Glory Publishing. Компания Tokyopop приобрела права для распространения манги на территории Северной Америки и выпустила первые 4 тома на английском языке.

### Аниме
Аниме-адаптация из 24-х серий под названием The Qwaser of Stigmata, подвергшись цензуре, транслировалась с 9 января по 19 июня 2010 года на телеканалах Mainichi Broadcasting System, Tokyo MX, Chiba TV, AT-X, после чего на DVD была выпущена OVA под названием The Qwaser of Stigmata: Portrait of the Empress, которая прилагалась к десятому тому манги. Второй сезон под названием The Qwaser of Stigmata II, состоящий из 12 серий, транслировался с 11 апреля по 28 июня 2011 года.